# Meckelia
Meckelia es un género de moscas de la familia Ulidiidae.

## Especies
- M. confluens
- M. connexa
- M. griseicolle
- M. philadelphica
- M. splendens
- M. zaidami